# 一位哲学家讲授太阳系仪
一位哲学家讲授太阳系仪（英語：A Philosopher Lecturing on the Orrery），或是全名一位哲學家正在講授太陽系，並用一盞燈代替太陽（英語：A Philosopher giving that Lecture on the Orrery in which a lamp is put in place of the Sun），該作品為英格蘭畫家德比的约瑟夫·赖特於1766年的作品，描繪一位哲學家演示一個模擬太陽系的機械模型太阳系仪給一小部分觀眾。此作品目前收藏在德比博物馆与艺术画廊，其畫作風格與赖特之後收藏在伦敦国家美术馆的畫作《氣泵裡的鳥實驗》相似。 
賴特的第一部燭光傑作《燭光下觀看角鬥士的三個人》創作於1765年，該畫作裡的3個人正圍著燭光研究《博爾蓋塞角鬥士》的模型。《角鬥士》這部畫作被廣泛認可；但賴特的下一幅畫作《太陽系》（此為本畫作的簡稱）引起了更大的震撼，因為他將場景中的核心以科學性質取代古典主義。 賴特對科學奇蹟產生的敬畏並描繪在他的畫作裡，將以往只將宗教事件上的奇蹟描繪進藝術的傳統打破，因為對賴特來說，技術時代的奇蹟與偉大的宗教繪畫主題一樣令人驚嘆。
在這兩部作品中，燭光的設置都有現實主義理由。在燭光下觀看雕塑，輪廓將顯現得很完好，或甚至可能在閃爍的燈光下有運動的跡象，這些表現手法是一種實現歌德描述的時尚做法。在本作品中，代表太陽的燈所投射的陰影是展示的重要組成之一；但是除了戲劇性之外，似乎沒有其它理由在房間裡點燃蠟燭並進行氣泵實驗，而後來在以查尔斯·阿米迪·菲利普·范·卢為主題的兩幅畫作裡，其照明是正常狀態。

## 背景
本幅畫作是18世紀後期挑戰死板、法式口述（French-dictated）、藝術等級的眾多英國作品之一，如同其它類型的繪畫作品嚮往被嚴肅探討，就像以古典主義或神話為主題的古代歷史畫一樣。在某些方面，本畫作與《氣泵裡的鳥實驗》的主題類似於談話作品，此繪畫風格是一種中產階級肖像畫形式，儘管當約翰·佐法尼於1766年左右開始為皇室作畫時很快就被賦予新的地位。然而鑑於皇室的莊嚴氣氛，以及似乎沒有任何人物打算理解這些作品為肖像畫（即使可以識別出原型），所以這些皇室的畫作不能被視為談話作品。20世紀藝術史學家埃利斯·沃特豪斯將賴特這兩部作品與德尼·狄德罗及皮埃爾·博馬舍所定義的當代法國戲劇類別「嚴肅劇」（genre serieux）進行比較，茱蒂·艾格頓（Judy Egerton）也贊同這一觀點。當時有一位匿名評論稱賴特為「以一種奇特的方式成為一位非常偉大且傑出的天才」。

## 由來與肖像
《一位哲學家講授太陽系儀》是在沒有委託的情況下所繪製的，推估賴特當時可能是期望此作品會被第五代費勒斯伯爵華盛頓·謝里買下，華盛頓是英國皇家海軍軍官，並且擁有自己的太陽系儀，而賴特的朋友彼得·佩雷斯·伯尔戴特在這段期間與華盛頓一同住在德比郡。在這幅畫作中，伯尔戴特與華盛頓的肖像人物被認為出現在裡面，伯尔戴特的肖像在畫作中正在記筆記，而華盛頓則和一位年輕人坐在太陽系儀旁邊。華盛頓後來以210英鎊購買此畫作，並於1766年對外展出，但第六代伯爵將其拍賣，現在本畫作收藏於德比博物馆与艺术画廊，並在博物館裡永久展出，在畫作附近有一個一比一尺寸大小的機械太陽系儀複製品。 
為賴特撰寫傳記的作者本尼迪克特·尼科尔森於1968年聲稱，畫作裡講師的原型來自於约翰·怀特赫斯特，而另一位評論員則指出該人物與戈弗雷·内勒其中一幅艾薩克·牛頓的肖像畫相似。仔細觀察畫作中的成人面孔可以發現，每個人頭部的轉向都如同在展示月相盈虧的某一個主要階段，包括新月、半月、凸月與滿月等。喬納森·鮑爾斯（Jonathan Powers）則是聲稱在本畫作中的哲學家是以約翰·阿登（John Arden）為原型，而約翰·阿登是一位以教授年輕時玛丽·沃斯通克拉夫特而聞名的學者及講師。

## 附註
1. 1 2 3 4 5  . Derby City Council.   [2011-08-12]. （原始内容存档于2011-07-24） （英语）.
2. ↑  Brooke 1991，第178頁.
3. ↑  Nicolson 1968，第40頁.
4. ↑  Guilding 2004，第83頁.
5. ↑  Egerton 1998，第342頁.
6. ↑  Waterhouse 1978，第215–216頁.
7. ↑  Waterhouse 1978，第270頁.
8. 1 2  Waterhouse 1978，第285–286頁.
9. ↑  Egerton 1998，第334頁.
10. ↑  Solkin 1994，第234頁.
11. ↑  Baird, Olga. . Revolutionary Players—Museums, Libraries and Archives—West Midlands. 2003  [2007-04-10]. （原始内容存档于2007-09-29） （英语）.
12. ↑  Uglow 2002，第123頁.
13. ↑  . Alamy.   [2021-09-01]. （原始内容存档于2021-09-01） （英国英语）.
14. ↑  Nicolson, Benedict. . Taylor & Francis. 1968. ISBN 0-7100-6284-2 （英语）.
15. ↑  Moyes, N. J. . Derby Museum and Art Gallery. 1995 （英语）.
16. ↑  . Quandary Books.   [2021-02-03]. （原始内容存档于2021-02-07） （英国英语）.